# Allan M. Hornblum
Allan M. Hornblum is de schrijver van twee boeken over de Holmesburg Prison-experimenten, medische experimenten met gevangenen in de Holmesburg Prison in Philadelphia, Amerika.
Hornblum beschrijft in Acres of Skin de experimenten met duizenden zwarte gevangenen van Holmesburg Prison. De meesten waren jonge, arme, zwarte Amerikanen die wel wat wilden bijverdienen terwijl ze gevangen zaten. Zij gaven daarom 'een stukje van hun huid', voor medisch onderzoek van de University of Pennsylvania en farmaceutische bedrijven. Het onderzoek stond onder leiding van de beroemde dermatoloog Albert Kligman, uitvinder van Retin-A, een stof tegen rimpels. De titel van het boek is ontleend aan een uitspraak van Kligman: als hij de gevangenis in kwam, zag hij "acres of skin". De meeste testen waren bedoeld om onder meer cosmetica en deodoranten te testen, maar er waren ook testen met drugs, radioactieve isotopen en dioxine. Ook werden er mind control-experimenten voor het leger en de CIA gedaan.
Sentenced to Science concentreert zich op de lotgevallen van één slachtoffer, Yusef Anthony, die van 1964 tot 1966 proefkonijn was. Over wonden op zijn rug werden giftige chemicaliën gesprayd. 
De experimenten begonnen in 1951 en duurden tot 1974. Ze worden wel vergeleken met het Tuskegee-syfilisonderzoek, eveneens medische experimenten met zwarte Amerikanen. 